# Kaajärven rannat
Kaajärven rannat  (рус. «Берега [озера] Кааярви») — третий альбом финской рок-группы Viikate, записанный на лейбле Ranka Recordings и вышедший в 2002 году.

## Об альбоме
Kaajärven rannat был выпущен, как в виде CD-диска, так и в виде виниловой пластинки. Виниловая версия альбома содержит бонусный трек — песню «Lyijykomppania», посвящённую одноимёной группе. На песню «Nuori mies nimetön» снят видеоклип.

## Список композиций
1. «On aivan sama» — 2:53
2. «Ajastaika» — 4:11
3. «Vastarannan valssi» — 4:05
4. «Jalkamies» — 3:40
5. «Päivän peili» — 4:03
6. «Lyijykomppania» — 5:22 (бонус)
7. «Ei ole ketään kelle soittaa» — 4:02
8. «Kaisloja» — 4:51
9. «Nuori mies nimetön» — 4:04
10. «Laulu on iloni ja työni» — 3:23
11. «Kaajärven rannat» — 2:25